# Trận Gettysburg
Trận Gettysburg là trận chiến đẫm máu nhất và được xem là chiến thắng lớn lao nhất của Liên bang miền Bắc trong Nội chiến Hoa Kỳ. Quân Liên minh miền Nam và quân Liên bang miền Bắc đã đánh nhau suốt 3 ngày từ ngày 1 tháng 7 đến ngày 3 tháng 7 năm 1863 ở trong và lân cận thị trấn Gettysburg, Pennsylvania. Trận này thường được xem là một bước ngoặt quan trọng hơn cả của cuộc phân tranh Nam-Bắc, mà chí ít là một bước ngoặt trên Mặt trận miền Đông, do quân miền Bắc từ sau trận thắng này giành được thế thượng phong. Tại đây, hai phe đã chiến đấu dũng cảm, và Binh đoàn Potomac của miền Bắc của thiếu tướng George G. Meade đã đánh bại Binh đoàn Bắc Virginia do tướng miền Nam Robert E. Lee chỉ huy, chấm dứt chiến dịch tấn công lên phía bắc của tướng Lee. Từ đây, Lee không thể nào tiến công lãnh thổ của Liên bang được nữa, và quân Liên minh cũng không thể nào hồi phục lại hoàn vẹn nữa. Sau thắng lớn, người miền Bắc đã cảm thấy Lee có thể bị thất trận. Tuy chỉ mới lên nhậm chức chỉ huy, Meade đã làm tốt trách nhiệm của ông trong trận thắng quan trọng này, và thực chất đại thắng ấy chính là nhờ sự thận trọng và lòng cương nghị của ông. Thảm họa Gettysburg - tệ hại hơn cả trận Antietam năm ngoái - không những đập tan ý đồ tiêu diệt quân đội miền Bắc mà cũng đồng thời là một thất bại mang tính chính trị của Lee, và nước Anh thấy bất lợi nên trận này đã hoàn toàn vỡ mộng chi viện cho miền Nam. Kể từ sau thắng lợi của Meade trong trận Gettysburg cùng với các chiến thắng đương thời của quân đội miền Bắc, phe miền Nam bắt đầu cảm thấy tác động của sự phong tỏa của miền Bắc đối với miền Nam, họ bắt đầu tuyệt vọng và bản thân Lee bị chỉ trích gay gắt do thua trận.  Qua đó, chiến công này góp phần dẫn tới toàn thắng của miền Bắc trong cuộc chiến.
Được xem là một thắng lợi hiếm có của quân đội miền Bắc trên Mặt trận miền Đông của cuộc chiến, trận đánh nổi danh này đã góp phần khiến cho Gettysburg trở nên "thánh địa" của chủ nghĩa yêu nước Mỹ.

## Tổng quan
Sau khi thắng trận Chancellorsville tại Virginia vào tháng 5 năm 1863, tướng Lee đã kéo quân qua thung lũng Shenandoah và bắt đầu cuộc xâm lấn miền bắc lần thứ nhì - chiến dịch Gettysburg. Nhân lúc tinh thần quân đội lên cao mạnh mẽ, Lee dự định chuyển trọng tâm cuộc chiến mùa hè ra khỏi vùng Bắc Virginia đang bị chiến tranh tàn phá, và hy vọng sẽ đánh chiếm được Harrisburg, Pennsylvania hoặc thậm chí là Philadelphia để gây sức ép buộc giới chính trị gia miền Bắc nhượng bộ và ngưng chiến. Tổng thống Hoa Kỳ Abraham Lincoln khi đầu cử tướng Joseph Hooker ra đánh, nhưng chỉ ba ngày trước trận đánh ông đã cho tướng Meade lên thay thế.
Hai đoàn quân bất ngờ đụng độ ngày 1 tháng 7 năm 1863 tại Gettysburg, khi Lee đang gấp rút tập trung lực lượng của mình tại đó với ý định tấn công và bức hàng Binh đoàn Potomac của thiếu tướng George Meade. Dãy đồi thấp ở phía tây-bắc thị trấn ban đầu do một sư đoàn kỵ binh miền Bắc của chuẩn tướng John Buford trấn giữ, ngay sau đó có thêm hai quân đoàn bộ binh tiếp trợ nhưng vẫn không chống được hai quân đoàn lớn của miền Nam ồ ạt tiến công từ hai phía bắc và tây-bắc. Phòng tuyến xây đắp vội vàng của miền Bắc bị phá tan, quân phòng thủ phải bỏ chạy theo các lộ chính của thị trấn kéo về các ngọn đồi phía nam.
Sang ngày thứ nhì, phần lớn quân đội hai bên đều đã tập hợp đầy đủ. Quân Liên bang miền Bắc lập đội hình phòng thủ như hình lưỡi câu. Chiều ngày 2 tháng 7, tướng Lee cho quân Liên minh miền Nam kéo đến đánh mạnh vào sườn bên trái của trận đồ này. Hai bên đánh nhau dữ dội tại 4 chiến địa Wheatfield, Little Round Top, Devil's Den và Peach Orchard. Ở sườn bên phải, các đòn tấn công nghi binh đã leo thang trở thành một cuộc tấn công toàn diện tại hai cứ điểm đồi Culp và đồi Cemetery. Trên khắp chiến trường, quân miền Nam cố đánh tràn sang nhưng quân miền Bắc - dù bị thiệt hại nặng nề - đánh bại được các đợt tiến công của địch. Đến tối, đoàn quân của Meade đã tập kết và vẫn hoàn toàn giữ vững được các cứ điểm quan trọng.
Ngày thứ ba, 3 tháng 7, hai bên tiếp tục đánh nhau tại đồi Culp, và những cuộc chiến của kỵ binh cũng nổ ra ở phía đông và phía nam, nhưng sự kiện chính của ngày hôm đó là cuộc tấn công của Pickett, khi 12.500 quân bộ binh miền Nam tiến hành công kích vào phòng tuyến trung tâm đội hình quân miền Bắc tại Cemetery Ridge. Cuộc tấn công bị quân miền Bắc dùng súng trường và đại bác đánh tan tành, gây tổn thất vô cùng nặng nề. Một chút lính của Pickett tiến sâu vào phòng tuyến quân miền Bắc đã bị đập tan. Các binh sĩ miền Bắc khi đánh bại quân miền Nam đã tràn ngập tư tưởng rửa hận cho đại bại trong trận Fredericksburg hồi cuối năm 1862. Đợt công kích lớn cuối cùng của cuộc Nội chiến đã bị tan tác. Thua lớn rồi, lại sợ quân miền Bắc phản kích, Lee phải thu quân. Với một đội quân tả tơi và gần hết đạn, ông không còn cách nào khác phải rút về Virginia. Quân Lee chịu thêm tổn thất nặng nề nữa trong cuộc triệt binh ô nhục này. Tuy nhiên, Meade không thể phát huy lợi thế để mà triệt tiêu quân của Lee, dù ban đầu Lincoln ca ngợi đại thắng này như một niềm vinh quang của Binh đoàn Potomac. Điều này khiến Tổng chỉ huy Henry W. Halleck chỉ trích ông, cho dầu ai nấy đều tôn vinh người chiến thắng của trận Gettysburg - một thắng lợi huy hoàng. Qua nhiều thập kỷ, các nhà sử học đã tìm lời lý giải cho thất bại to lớn của Tướng Lee.
Thất bại tại Gettysburg của miền Nam là một bước ngoặt lớn của chiến tranh nói riêng và của cả lịch sử Hoa Kỳ nói chung: việc Lee tập trung binh lực cho mặt trận phía Đông đã khiến mặt trận phía Tây bị bỏ lửng và đó là cơ hội tốt cho quân miền Bắc dưới sự chỉ huy của U. S. Grant tấn công và hạ gục Vicksburg sau nhiều tháng bao vây. Lee không chỉ thất bại trong chiến dịch tấn công miền Bắc mà còn để mất tuyến liên lạc quan trọng dọc theo sông Mississippi; kể từ đó miền Nam bị cắt rời làm hai nửa và quân miền Bắc có một bàn đạp quan trọng trong việc tiến vào hậu phương của miền Nam. Chiến bại ở trận Gettysburg cũng phá vỡ huyền thoại về sự bách chiến bách thắng của Lee, trong khi Vicksburg thất thủ đúng một ngày sau khi Liên bang đại thắng tại Gettysburg. Không những Thiếu tướng Meade mà các chiến sĩ dưới quyền ông cũng thể hiện sức chiến đấu mãnh liệt trong trận thắng quan trọng này. Điều đó kết hợp với lợi thế về địa hình của phe Liên bang và sự hiếu thắng của Lee đã dẫn tới đại thắng ấy. Các binh sĩ Liên bang giờ đây hừng hực khí thế, vì họ đã tin chắc rằng họ có thể đánh thắng được viên tướng giỏi nhất của Liên minh. Thực chất, thảm họa này thể hiện Tướng Lee ở thời điểm tệ hại nhất của ông và tiêu hủy cái huyền thoại về đoàn binh bách thắng của ông.
Chỉ trong 3 ngày tử thần, thương vong của cả hai bên đã lên cao đến mức khoảng 46.000 đến 51.000 người. Trong Nội chiến Hoa Kỳ, nếu trận Antietam là trận đánh có số tử vong trong một ngày cao nhất (khoảng 23 nghìn lính bị chết hay bị thương) thì trận Gettysburg cũng không kém, với khoảng 2 vạn binh lính tử trận hay bị thương trong vài giờ chiều ngày thứ nhì của trận đánh. Người ta ước lượng trong 3 chiến địa Wheatfield, Little Round Top, và Devil's Den, cứ mỗi giây đồng hồ là có hơn một người bị chết hay bị thương. Sư đoàn của Pickett là Sư đoàn miền Nam duy nhất chịu thương vong trên 50%, nhưng về Lữ đoàn thì cả hai phe đều có những Lữ đoàn tổn thất lên đến tầm cỡ ấy. Quân miền Bắc chiến thắng dẫu chịu tổn thất cao, nhưng tổn hại của quân miền Nam còn thảm khốc và cao hơn, và thậm chí có người còn xem trận Gettysburg là một thắng lợi quyết định của miền Bắc (ít ra cũng là một bước ngoặt quyết định hơn chiến thắng Antietam trước đó). Quân miền Nam thua to lại kém nhân lực hơn nêu không thể bù đắp cho thiệt hại to lớn của mình, và nạn đào ngũ bùng phát cực lớn sau đại bại. Dẫu Lincoln thất vọng vì quân miền Nam đã triệt binh về an toàn, hai đại thắng của quân miền Bắc tại trận Gettysburg và Vicksburg - một thắng lợi bước ngoặt xoay chuyển thế trận hướng Đông và một thắng lợi quyết định cả hướng Tây - đã làm tiêu tan hoàn toàn hy vọng về một thắng lợi của quân miền Nam, khiến cho người miền Nam sẽ phải lùi dần về thủ đô Richmond, mà ít ra miền Nam cũng cảm thấy phe miền Bắc trên đà thắng lợi không thể lùi bước nếu so đo nhân lực, cho tới khi miền Bắc toàn thắng vào năm 1865. Bản thân Lincoln cũng nhìn nhận sự cống hiến vĩ đại của Meade, trong khi Lee coi mình có trách nhiệm với thảm họa này.
Không những là trận chiến lớn nhất trên đất Mỹ, trận đánh Gettysburg trở thành một trong những trận chiến tiêu biểu nhất của thế kỷ thứ XIX. Kỳ diệu thay, quân Liên bang đại thắng tại trận Gettysburg ngay trước ngày Độc lập (4 tháng 7), góp phần lớn cho ngày hôm đó được coi là ngày Độc lập huy hoàng nhất của Mỹ Quốc hồi ấy. Trong khi tháng 7 năm 1863 trở thành mốc quan trọng của cuộc chiến, vào tháng 11 năm 1863, Abraham Lincoln đã đọc bài diễn văn Gettysburg lịch sử trong buổi lễ khánh thành Nghĩa trang Quốc gia Gettysburg để khẳng định lại mục đích của chiến tranh, hứa hẹn ngày thống nhất qua chiến thắng Gettysburg vẻ vang và tưởng niệm những chiến sĩ đã ngã xuống trong trận đánh kinh hoàng nhất của cuộc Nội chiến.

## Bối cảnh và cuộc hành quân vào trận

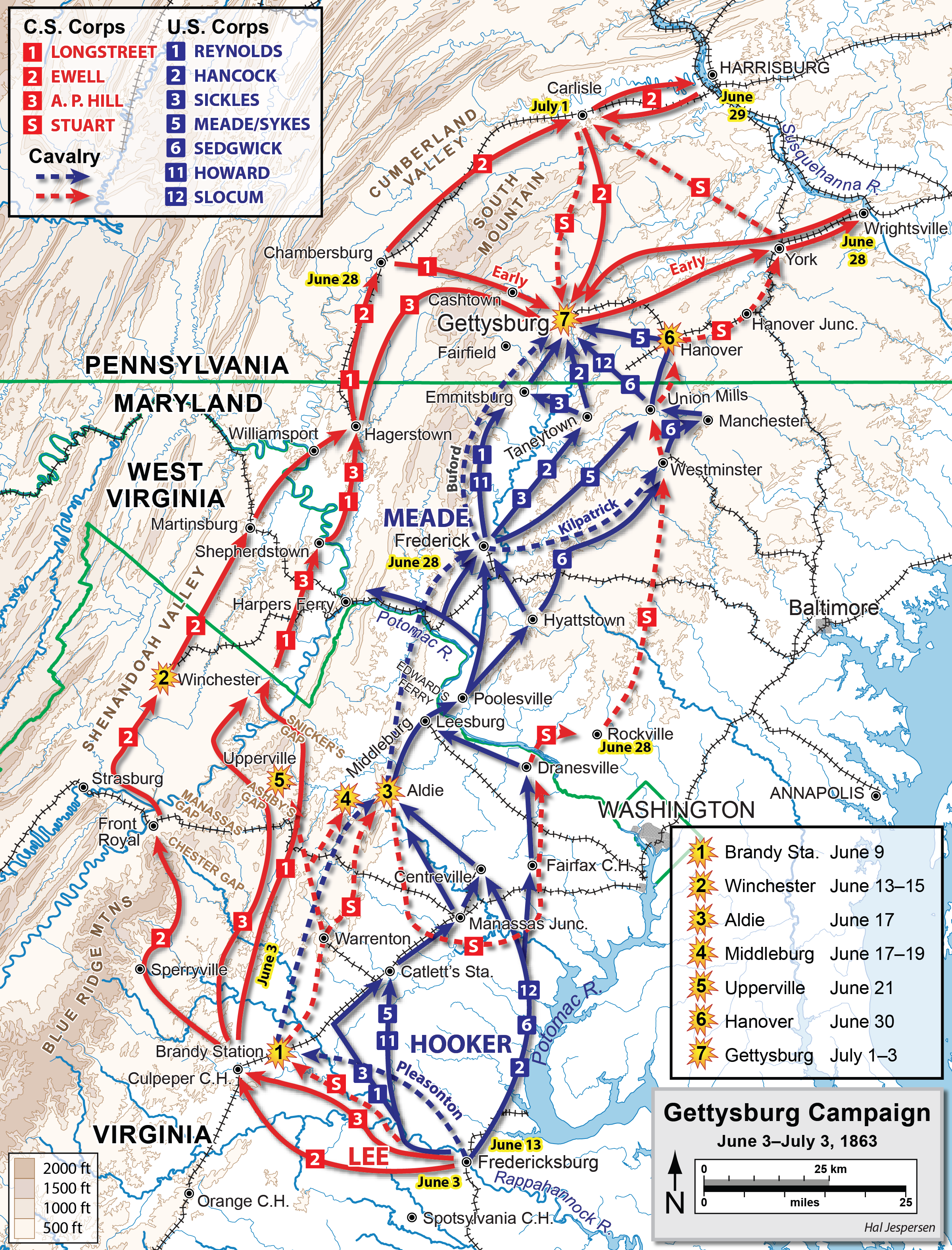
Chiến dịch Gettysburg (trong ngày 3 tháng 7 năm 1863); các đường nét thể hiện những bước tiến của quân Kỵ binh.
Liên minh miền Nam
Liên bang miền Bắc

Trong giai đoạn này, ở Mặt trận miền Tây, quân miền Bắc đang thắng thế, với những chiến công hiển hách của  Thiếu tướng Ulysses S. Grant. Nhưng, ở Mặt trận miền Đông, ngay sau thắng lợi to lớn của Binh đoàn Bắc Virginia trước Binh đoàn Potomac trong trận Chancellorsville (30 tháng 4 - 6 tháng 5 năm 1863) cùng với những chiến thắng của quân miền Nam ở vùng thung lũng Shenandoah Robert E. Lee đã quyết định mở cuộc tấn công xâm chiếm miền Bắc lần thứ hai (lần thứ nhất là Chiến dịch Maryland vào tháng 9 năm 1862, kết thúc không thành công bằng trận Antietam đẫm máu). Động thái này sẽ làm đảo lộn các kế hoạch của phe miền Bắc dành cho chiến cuộc mùa hè và có thể giúp giảm áp lực cho lực lượng đồn trú của phe miền Nam đang bị bao vây tại Vicksburg, Mississippi. Cuộc tiến công còn cho phép quân miền Nam có thể sống nhờ vào các đồn điền trù phú ở miền Bắc đồng thời giúp cho bang Virginia - vốn đang bị chiến tranh tàn phá - một thời gian nghỉ ngơi rất cần thiết. Ngoài ra, đội quân 72.000 người của Lee sẽ còn có thể đe dọa tới các thành phố Philadelphia, Baltimore hay Washington, và nhiều khả năng sẽ giúp đẩy mạnh phong trào đòi hòa bình ở miền Bắc. Khi ấy, nhân dân miền Bắc sẽ bị suy sụp tinh thần và thế là cuộc chiến kết thúc với phần thắng thuộc về miền Nam.
Ngoài ra, Lee cũng cho rằng, nếu như ông đạt được một thắng lợi vang dội trên đất Bắc, thì hẳn là hai nước Anh và Pháp sẽ đứng về phía ông. Thế là, vào ngày 3 tháng 6 năm 1863, từ Fredericksburg, Virginia, đoàn quân của Lee bắt đầu chuyển về phương Bắc. Để dễ chỉ huy hơn, ông đã tái tổ chức hai Quân đoàn đông đảo của ông thành ba Quân đoàn mới. Trong đó, Trung tướng James Longstreet vẫn là Tư lệnh của Quân đoàn thứ nhất. Quân đoàn cũ của vị tướng đã mất Thomas J. "Stonewall" Jackson được chia thành hai, bao gồm Quân đoàn thứ hai do Trung tướng Richard S. Ewell thống lĩnh và Quân đoàn thứ ba do Trung tướng A.P. Hill chỉ huy. Thiếu tướng J.E.B. Stuart vẫn là chỉ huy của Sư đoàn Kỵ binh.
Trận giao tranh lớn đầu tiên trong Chiến dịch này diễn ra vào ngày 6 tháng 6 năm 1863 giữa lực lượng Kỵ binh của hai phe tại Brandy Station gần Culpeper, Virginia. 9.500 quân Kỵ binh miền Nam dưới quyền Stuart bị hai Sư đoàn Kỵ binh (8 nghìn chiến sĩ) kết hợp với 3 nghìn quân Bộ binh miền Bắc của Thiếu tướng Alfred Pleasonton đánh úp, thế nhưng Stuart cuối cùng đã chặn được đợt công kích của quân miền Bắc. Trận bất phân thắng bại này, là cuộc giao tranh chủ yếu bằng Kỵ binh lớn nhất trong cuộc Nội chiến, chính là lần đầu tiên mà những người lính Kỵ binh của Liên bang tỏ ra chả kém quân Kỵ binh của đối phương.
Vào giữa tháng 6 năm 1863, Binh đoàn Bắc Virginia đã có thế để vượt qua sông Potomac và thẳng tiến vào Maryland. Sau khi đánh bại các lực lượng đồn binh của Liên bang trong trận Winchester và Martinsburg, Quân đoàn thứ hai của Ewell bắt đầu vượt qua con sông này vào ngày 15 tháng 6 năm 1863. Quân đoàn của Hill và Longstreet theo bước họ trong hai ngày 24 và 25 tháng 6 năm 1863, quân miền Bắc dưới quyền Tướng Hooker bèn truy sát và đặt mình ở giữa thủ đô của Liên bang và quân của Lee. Các đoàn quân miền Bắc bắt đầu vượt sông Potomac từ ngày 25 cho tới ngày 27 tháng 6 năm 1863.

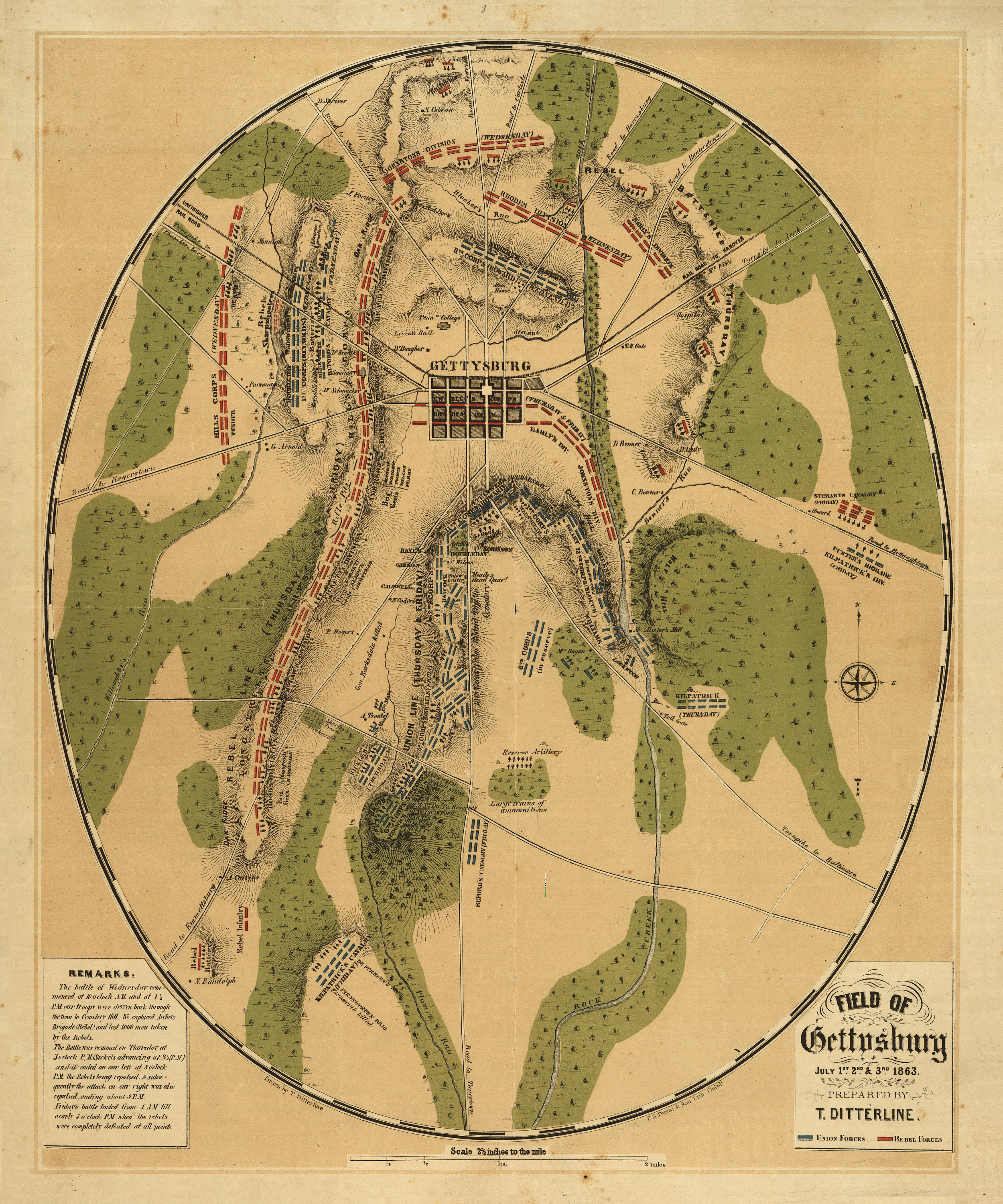
Bản đồ hình trái xoan này (1863) miêu tả trận địa Gettysburg từ ngày 1-3 tháng 7 năm 1863, cho thấy các cứ điểm và chuyển động của quân sĩ và Pháo binh, những nét gạch địa hình, hệ thống thoát nước, đường sá, hỏa xa, và nhà cửa với tên của các khu cư trú trong thời điểm của trận Gettysburg.

Lee ra lệnh gắt gao cho quân của mình phải hạn chế tối thiểu mọi hành vi gây ấn tượng xấu cho nhân dân miền Bắc. Binh lính Liên bang thường không ăn cướp triệt để lương thực, ngựa kéo và mọi nguồn tiếp tế khác, mặc dầu các Sĩ quan hậu cần không thành công lắm trong việc hoàn trả cho các nông dân và thương nhân miền Bắc bằng đồng tiền của Liên minh. Nhiều thị trấn, đặc biệt là York, Pennsylvania, bị quân miền Nam đe dọa hủy diệt và buộc phải nộp các khoản tiền thay cho tiếp tế. Trong cuộc xâm chiếm này, quân đội miền Nam đã bắt giữ chừng 40 người Mỹ gốc Phi ở phía Bắc, trong đó một số người là những người nô lệ vừa trốn thoát nhưng phần lớn họ là dân tự do. Họ bị đưa về phía Nam và trở thành nô lệ dưới sự giám sát chặt chẽ.
Vào ngày 26 tháng 7 năm 1863, các tốp lính của Sư đoàn do Thiếu tướng Jubal Early chỉ huy (nằm trong Quân đoàn của Ewell) chiếm đóng thị trấn Gettysburg sau khi đánh lui đội dân binh vừa được thành lập của Pennsylvania trong một loạt các trận giao tranh lẻ tẻ. Early bắt nhân dân khu vực này phải "cống nạp" cho nhưng không thu thập được nguồn tiếp tế này thật đáng kể. Binh lính đốt phá vài cái toa xe đường sắt và một chiếc cầu mái che, và hủy diệt các đường hỏa xa và đường dây điện thoại gần đó. Sáng ngày hôm sau, Early lên đường tiến tới Hạt York cận kề.
Khi ấy, trong một bước tiến gây tranh cãi, Lee xuống lệnh cho Jeb Stuart nắm giữ một số lượng lính Kỵ binh của toàn quân và tiến binh quanh sườn phía Đông của Quân đội phe Liên bang. Các quân lệnh của Lee mang lại cho Stuart rất nhiều quyền hạn, và cả hai vị tướng lĩnh đều bị chỉ trích do sự vắng mặt quá lâu của lực lượng Kỵ binh dưới quyền Stuart, cũng như không thể giao cho các chiến sĩ Kỵ binh một vai trò tích cực hơn trong quân đội. Stuart và ba Lữ đoàn tinh nhuệ nhất của ông ta đã vắng mặt khỏi Quân đội Liên minh trong giai đoạn quyết định của cuộc tiến quân về Gettysburg - nơi định mệnh cho cuộc Bắc tiến của ông - và hai ngày đầu của trận đánh. Vào ngày 29 tháng 6 năm 1863, Đại tướng Lee xuất binh theo đường tiến hình mái vòm, từ Chambersburg (28 dặm Anh (45 cây số) về hướng Tây Bắc của Gettysburg) cho đến Carlisle (30 dặm (48 cây số) về phía Bắc của Gettysburg) rồi tới gần Harrisburg và Wrightsville trên dòng sông Susquehanna.
Trong một cuộc tranh cãi về vấn đề chia quân ra bố phòng đồn bót tại Harpers Ferry, Hooker xin thôi việc, thế rồi Tổng thống Abraham Lincoln và Tổng chỉ huy Henry W. Halleck - vốn đang tìm lý do để cách chức ông - liền phê chuẩn ngay. Vào sáng ngày 28 tháng 6 năm 1863, họ cử Thiếu tướng George Gordon Meade, khi ấy là vị Tư lệnh của Quân đoàn V, lên thay chức Hooker. Vị tân chỉ huy vốn là người đã khảo cứu về sách lược của Lee từ lâu, và do đó, xem ra ông có khả năng để mà đối đầu với Lee trong cuộc chiến đấu này.
Vào ngày 29 tháng 6, khi Lee hay tin rằng Binh đoàn Potomac đã vượt qua sông Potomac, ông ban lệnh cho các binh sĩ tập kết xung quanh Cashtown, nằm ở chân phía Đông của núi South Mountain và cách Gettysburg 8 dặm Anh (13 cây số) về hướng Tây. Vào ngày 30 tháng 6 năm 1863, trong khi một phần của Quân đoàn dưới quyền Hill hãy còn đóng quân tại Cashtown, một trong các Lữ đoàn của Hill, đó là Lữ đoàn Bắc Carolina dưới quyền Chuẩn tướng J. Johnston Pettigrew, lại cả gan kéo về Gettysburg. Trong Hồi ký của ông, Thiếu tướng Henry Heth, vị Sư đoàn trưởng của Pettigrew, tuyên bố rằng ông đã ra lệnh cho Pettigrew đi tìm nguồn tiếp tế tại thị trấn này—nhất là giày cho quân sĩ. Tác giả Eicher không đồng tình với nguồn tin này, dựa theo đợt tiến quân của Early vào Gettysburg trước đó, nhưng nhiều nhà sử học khác cho là đúng.
Khi các chiến sĩ của Pettigrew tiến tới Gettysburg vào ngày 30 tháng 6 năm 1863, họ phát hiện ra đội Kỵ binh Liên bang dưới sự chỉ huy của Chuẩn tướng John Buford đã tiến vào hướng Nam của thị trấn, và Pettigrew đã quay trở lại Cashtown mà không hề phải đụng độ với quân Kỵ binh của Buford. Khi Pettigrew cấp báo với Hill và Heth về những gì mà ông đã nhìn thấy, lại chẳng có vị tướng nào thèm tin là có một lực lượng chính quy của Liên bang nằm trong hoặc là ngoài thị trấn, mà chẳng qua chỉ là đội dân quân Pennsylvania. Bất chấp quân lệnh của Đại tướng Lee không cho đánh một trận lớn với quân Liên bang chừng nào mà toàn quân của ông hãy còn chưa tập trung, Hill quyết tâm tổ chức một cuộc trinh thám do quân sĩ thực hiện trong buổi sáng ngày hôm sau để xem xét tầm cỡ và thực lực của quân lực Liên bang ở mặt trận của ông. Lúc khoảng 5 giờ sáng vào ngày Thứ Tư 1 tháng 7 năm 1863, Hai Lữ đoàn của Sư đoàn dưới quyền Heth kéo rốc về Gettysburg. Dần dần, những sự kiện diễn ra sau đó sẽ đưa tháng 7 năm 1863 trở nên một mốc quan trọng của cơn chiến tranh Nam-Bắc ở nước Mỹ.
Lực Lượng Hai Bên
Quân Miền Bắc
Binh đoàn Potomac, trước dưới quyền chỉ huy của Hooker (Meade thế Hooker ngày 28 tháng 6), có hơn 100.000 lính chia ra thành nhiều Quân đoàn. (Một Quân đoàn có từ hơn 9.000 đến hơn 13.000 quân).
- Quân đoàn I, chỉ huy trưởng Thiếu tướng John F. Reynolds, chia làm 3 Sư đoàn dưới quyền Chuẩn tướng James S. Wadsworth, John C. Robinson, Abner Doubleday.

- Quân đoàn II, chỉ huy trưởng Thiếu tướng Winfred Scott Hancock, chia làm 3 Sư đoàn dưới quyền Chuẩn tướng John C. Caldwell, John Gibbon, Alexander Hays.
- Quân đoàn III, chỉ huy trưởng Thiếu tướng Daniel Sickles, chia làm 2 Sư đoàn dưới quyền Chuẩn tướng David B. Birney, Andrew A. Humphreys.
- Quân đoàn V, chỉ huy trưởng Thiếu tướng George Sykes (chỉ huy trước là Meade cho đến ngày 28 tháng 6), chia làm 3 Sư đoàn dưới quyền Chuẩn tướng James Barnes, Romeyn B. Ayres, Samuel W. Crawford.
- Quân đoàn VI, chỉ huy trưởng Thiếu tướng John Sedwick, chia làm 3 Sư đoàn dưới quyền Chuẩn tướng Horatio G. Wright, Albion P. Howe, John Newton.
- Quân đoàn XI, chỉ huy trưởng Thiếu tướng Oliver Otis Howard, chia làm 3 Sư đoàn dưới quyền Chuẩn tướng Francis C. Barlow, Adolph von Steinwehr, Carl Schurz.
- Quân đoàn XII, chỉ huy trưởng Thiếu tướng Henry W. Slocum, chia làm 2 Sư đoàn dưới quyền Chuẩn tướng Alpheus S. Williams, John W. Geary.
- Quân đoàn Kỵ binh, chỉ huy trưởng Thiếu tướng Alfred Pleasonton, chia làm 3 Sư đoàn dưới quyền Chuẩn tướng John Buford, David McM. Gregg, H. Judson Kilpatrick.
- Pháo binh, chỉ huy trưởng Thiếu tướng Robert O. Tyler. ( Người chỉ huy pháo binh quan trọng ở Gettysburg là Thiếu tướng Henry Jackson Hunt, trong Bộ Tham Mưu của Meade).

Lúc cầm quân tiến về Gettysburg, Reynolds là ngưới tổng chỉ huy cánh trái, hay tiên phong của Binh đoàn, gồm Quân đoàn I, III, và XI. Có một số đơn vị khác trong cuộc tiến quân Gettysburg nhưng không trực tiếp tham gia. Gồm có một phần Quân đoàn IV, dân binh và lính tiểu bang của khu vực Susquehanna, và lính đồn trú như ở Harpers Ferry.
Quân Miền Nam
Sau khi mất tướng Jackson ở Chancellorsville, Lee chia Binh đoàn Bắc Virginia (75.000 quân) từ hai Quân đoàn thành ba. (Mỗi Quân đoàn có hơn 20.000 quân).
- Quân đoàn I, chỉ huy trưởng Trung tướng James Longstreet, chia làm 3 Sư đoàn dưới quyền Thiếu tướng Lafayette McLaws, George Pickett, John Bell Hood.
- Quân đoàn II, chỉ huy trưởng Trung tướng Richard S. Ewell, chia làm 3 Sư đoàn dưới quyền Thiếu tướng Jubal A. Early, Edward "Allgheny" Johnson, Robert E. Rodes.
- Quân đoàn III, chỉ huy trưởng Trung tướng A.P. Hill, chia làm 3 Sư đoàn dưới quyền Thiếu tướng Richard H. Anderson, Henry Heth, W. Dorsey Pender.
- Sư đoàn Kỵ binh, dưới quyền Thiếu tướng J.E.B. Stuart, với Lữ đoàn dưới quyền Chuẩn tướng Wade Hampton, Fitzhugh Lee, Beverly H. Robertson, Albert G. Jenkins, William E. "Grumble" Jones, John D. Imboden, và Đại tá John R. Chambliss.

## Ngày đầu tiên của trận đánh

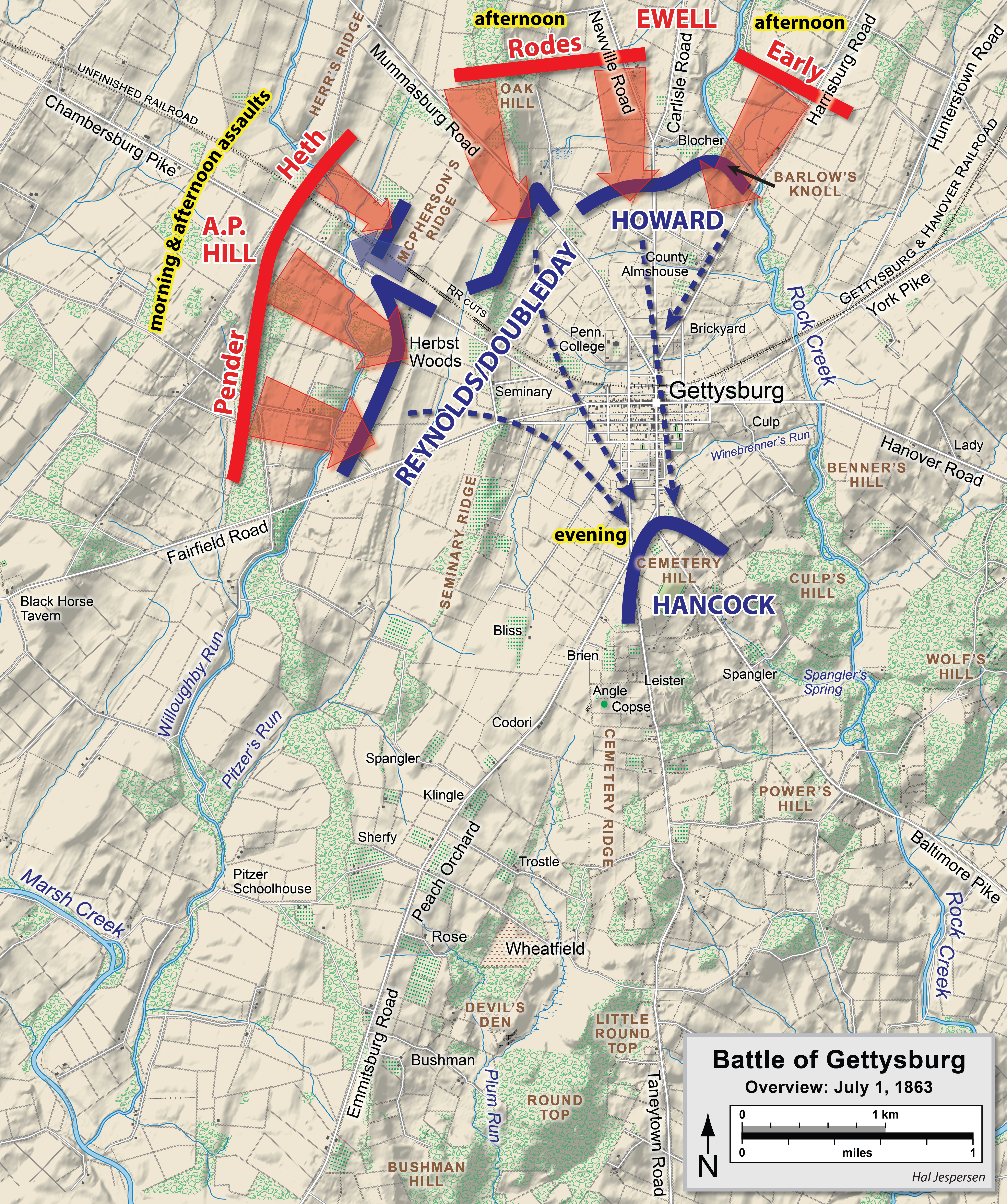
Toàn cảnh ngày đầu trận Gettysburg, tức là ngày 1 tháng 7 năm 1863

Buford cho rằng quân Liên minh sẽ hành binh về Gettysburg từ hướng Tây vào buổi sáng ngày 1 tháng 7 năm 1863, Tướng Buford tổ chức phòng ngự tại ba dãy đồi về phía Tây của thị trấn: đó là Dãy Herr, Dãy McPherson, và Dãy Seminary. Những dãy đồi này là địa hình thích hợp cho một cuộc cầm chân của Sư đoàn Kỵ binh yếu ớt của ông trước sức tấn công của lực lượng Bộ binh Liên minh hùng mạnh, có nghĩa là bỏ ra thời gian để chờ đợi sự tiếp viện của lực lượng Bộ binh Liên bang, để rồi quân Bộ binh Liên bang sẽ chiếm cứ các cứ điểm vững mạnh ở hướng Nam thị trấn tại đồi Cemetery, dãy đồi Cemetery, và đồi Culp. Buford hiểu rằng nếu như quân lực Liên minh mà chiếm lĩnh được các cao điểm này, quân lực của Meade sẽ phải chật vật trong việc đánh đuổi kẻ địch.

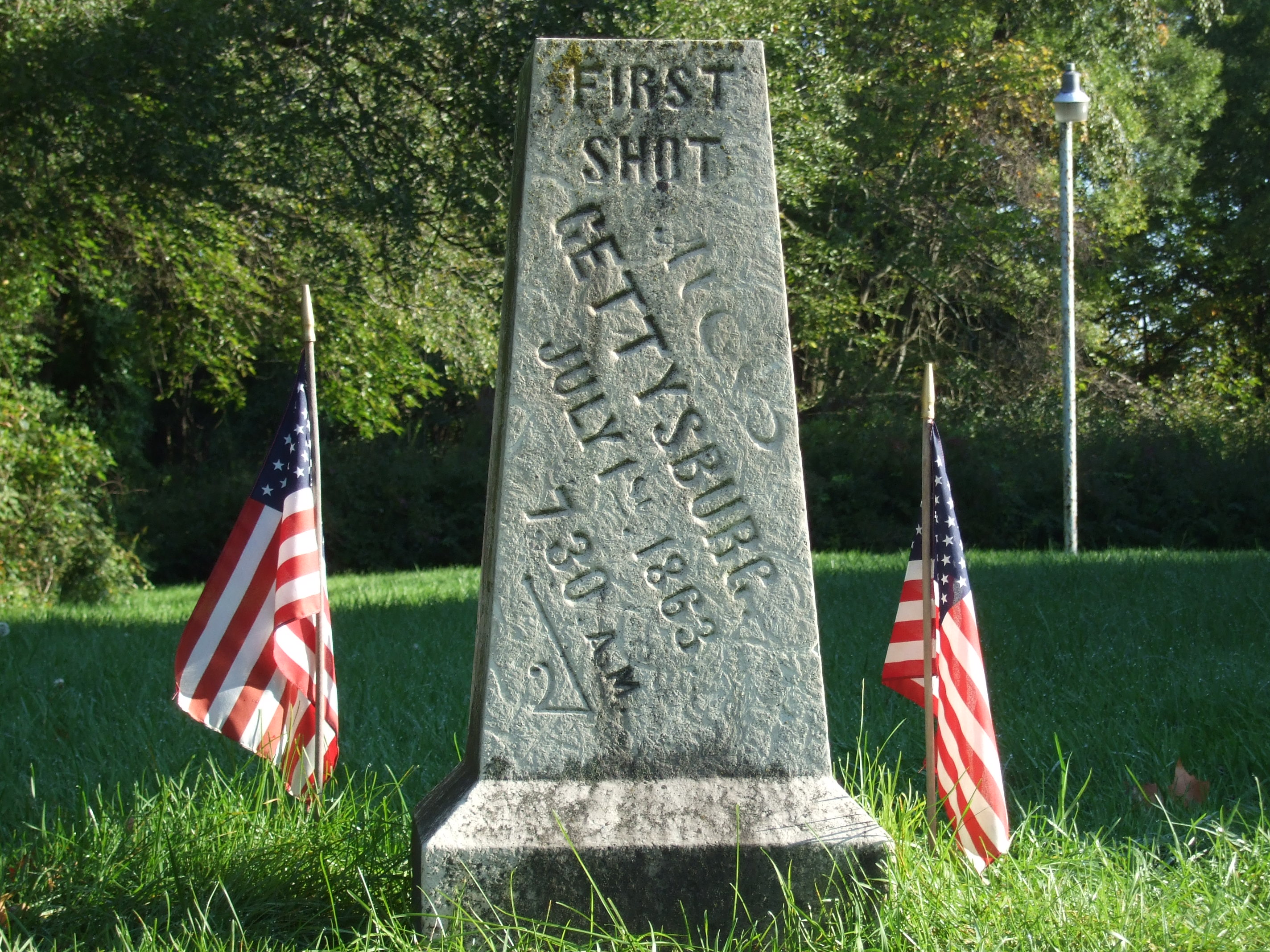
Bia kỷ niệm tiếng súng đầu tiên.

Sư đoàn của Heth tiến lên cùng với hai Lữ đoàn, do các Chuẩn tướng James J. Archer và Joseph R. Davis. Bằng những đội hình hàng dọc, họ Đông tiến xuyên suốt Đường cái Chambersburg. Cách thị trấn này khoảng ba dặm về hướng Tây (5 cây số), vào lúc 7:30 giờ sáng, vào ngày 1 tháng 7, hai Lữ đoàn vấp phải sự kháng cự mãnh liệt từ các chiến sĩ kỵ tiêu của đội Kỵ binh Liên bang, và thành lập trận tiền. Tương truyền, người lính Liên bang đầu tiên nổ súng mở màn trận đánh này là Trung tá Marcellus Jones. Vào năm 1886, Trung tá Jones quay lại bãi chiến địa Gettysburg để dựng nên bia kỷ niệm tại chính nơi mà ông đã bắn lên tiếng súng đầu tiên của trận chiến Gettysburg. Trận đánh kinh hoàng tại Gettysburg như thế là bất thình lình bùng nổ, cũng giống như trận Eylau đẫm máu vào năm 1807 buổi các cuộc chiến tranh của Napoléon ở châu Âu. Cuối cùng, quân lính của Heth đã đụng độ các kỵ binh xuống ngựa của Lữ đoàn Kỵ binh miền Bắc dưới quyền của Đại tá William Gamble - người đã ra sức kháng trả mãnh liệt và tiến hành các chiến thuật đánh chận từ đằng sau các hàng rào phòng thủ bằng những làn đàn từ các khẩu súng carbin nạp ở khóa nòng. . Tuy vậy, vào lúc 10:20 sáng, quân Liên minh đã đẩy quân Kỵ binh của Liên bang về hướng Nam cho tới dãy McPherson, khi đội tiền binh của Quân đoàn I (dưới quyền Thiếu tướng John F. Reynolds) cuối cùng cũng đã kéo tới.
Ở hướng Bắc của Đường cái Chambersburg, quân Liên minh do Davis chỉ huy gặt hái thắng lợi ban đầu khi giao chiến với Lữ đoàn của Chuẩn tướng Lysander Cutler, nhưng bị đập cho thất bại thảm hại trong một trạn giao chiến xung quanh nền của một nhánh đường sắt chưa hoàn thiện ở cao điểm. Ở hướng Bắc của Đường cái, Lữ đoàn miền Nam của Archer tiến công xuyên qua khu rừng Herbst (còn gọi là khu rừng McPherson). Lữ đoàn Sắt (Iron Brigade) của quân Miền Bắc dưới quyền của Chuẩn tướng Solomon Meredith giành được chiến thắng mở đầu trong trận giao chiến với Archer, mang về chừng vài trăm tù binh và trong đó có cả Archer.
Ngay từ những giờ phút đầu tiên của cuộc giao chiến, Tướng Reynolds trúng đạn và ngã xuống hy sinh khi ông đang chỉ đạo cho những người lính và đội Pháo binh lập các cứ điểm chỉ về hướng Đông của khu rừng Herbst. Tác giả Shelby Foote ghi nhận rằng phe Liên bang miền Bắc đã mất đi một người được thừa nhận rộng rãi là "vị tướng xuất sắc nhất trong quân đội." Thiếu tướng Abner Doubleday lên thay ông mà làm chỉ huy. Giao tranh trong khu vực đường cái Chambersburg kéo dài cho tới khoảng 12:30 giờ trưa. Trong khoảng 2:30 giờ chiều, hai bên lại đánh nhau tiếp ở đây, khi toàn bộ Sư đoàn Heth lao vào tác chiến (khi ấy các Lữ đoàn của Pettigrew và Đại tá John M. Brockenbrough cũng tham chiến luôn).
Sau khi Lữ đoàn Bắc Carolina dưới quyền Pettigrew xông pha vào trận tuyến, họ đánh tạt sườn Trung đoàn Indiana số 19 và đánh lùi bước tiến công của Lữ đoàn Sắt. Trung đoàn Bắc Carolina số 26 - là Trung đoàn hùng hậu nhất trong quân đội miền Nam với 839 quân lính - bị tổn thất rất nặng nề, khiến cho họ chỉ còn có khoảng 212 binh sĩ sau ngày đầu. Cho đến cuối trận đánh ba ngày ở Gettysburg, họ chỉ còn mỗi 152 tàn binh - đây là tỷ lệ tổn thất cao nhất trong một trận đánh đối với bất kỳ một Trung đoàn nào của miền Bắc hoặc là miền Nam. Lữ đoàn Sắt bị đánh lui từ từ khỏi khu rừng Herbst về dãy Seminary. Hill ra lệnh cho Thiếu tướng William Dorsey Pender mang Sư đoàn của mình vào ứng chiến, và Quân đoàn I của phe Liên bang đã bị đánh đuổi về sân của Trường dòng thần học Luther và đường phố Gettysburg.
Khi hai bên giao tranh tại hướng Tây, hai Sư đoàn của Quân đoàn thứ hai dưới quyền Ewell, đã Tây tiến về phía Cashtown theo đúng như quân lệnh của Lee mà theo đó quân đội miền Nam phải tập kết tại đó, rồi lại chuyển về hướng Nam trên các đoạn đường Carlisle và Harrisburg mà tiến về Gettysburg, trong khi Quân đoàn XI (do Thiếu tướng Oliver O. Howard chỉ huy) kéo ồ ạt về hướng Bắc theo đường Baltimore và đường Taneytown. Cho đến đầu buổi chiều ngày hôm ấy, tuyến quân Liên bang rải dài theo hình bán nguyệt về hướng Tây, Bắc và Đông Bắc Gettysburg.
Tuy nhiên, Quân đội Liên bang lại không có đầy đủ binh sĩ; Lữ đoàn của Cutler, đóng về hướng Bắc của đường Chambersburg Pike, đã để hở cánh phải của quân ông. Sư đoàn bên cực tảo của Quân đoàn XI cũng khộng kịp triển khai để củng cố tuyến quân trong thời gian đó, thế rồi Doubleday đành phải tung các Lữ đoàn Dự bị vào để tuyến quân của ông có thể được vững chắc.
Khoảng 2 giờ chiều ngày hôm ấy, các Sư đoàn thuộc Quân đoàn thứ hai của phe Liên minh do hai Thiếu tướng Robert E. Rodes và Jubal Early cầm đầu đã công kích và đánh tạt sườn các cứ điểm của hai Quân đoàn I và XI của phe Liên bang ở hướng Bắc và cả hướng Tây Bắc của thị trấn. Các Lữ đoàn phe Liên minh của Đại tá Edward A. O'Neal và Chuẩn tướng Alfred Iverson bị hứng chịu tổn hại nặng nề khi công kích Sư đoàn của Chuẩn tướng John C. Robinson (thuộc Quân đoàn I) tại hướng Nam đồi Sồi (Oak Hill).
Khi phòng tuyến của quân miền Bắc đổ vỡ ở phìa Bắc và phía Tây của thị trấn, Tướng Howard ra lệnh cho quân sĩ triệt thoái về cao điểm Cemetery Hill ở phía Nam thị trấn - nơi được gia cố bởi Sư đoàn của Tướng Adolph von Steinwehr. Thiếu tướng Winfield S. Hancock được Meade phái đến sau khi hay tin Tướng Reynolds hy sinh, và nắm giữ quyền chỉ huy trận địa. Hancock, vị Tư lệnh của Quân đoàn II và cũng là bộ tướng được Meade tin dùng nhất, đã quyết định vai trò của Gettysburg như nơi chiến địa cho một trận đánh lớn sau khi nắm binh quyền.
Ngày đầu tiên của trận đánh Gettysburg, với tầm hệ trọng hơn hẳn cho đơn thuần là sự mở màn cho hai ngày đẫm máu sau đó, đứng hàng 23 trong số những trận đánh lớn nhất của cuộc chiến dựa theo quân số tham chiến. Khoảng 1/4 quân lực của Meade (22 nghìn chiến sĩ) và một phần ba quân lực của Lee (27 nghìn sĩ tốt) đã giao tranh với nhau.

## Ngày thứ hai của trận đánh

### Các kế hoạch và cuộc hành quân vào trận
Xuyên suốt đêm ngày 1 tháng 7 và buổi sáng ngày 2 tháng 7 năm 1863, phần lớn quân Bộ binh còn lại của cả hai đoàn quân Nam Bắc tiến vào trận địa, trong đó có các Quân đoàn II, III, V, VI, và XII của miền Bắc. Hai Sư đoàn của tướng miền Nam Longstreet còn đang duy chuyển, Sư đoàn củaThiếu tướng George Pickett cầm đầu, đã xuất binh từ Chambersburg, Sư đoàn của Lafayette McLaws từ Guilford. Cả hai đến vào cuối buổi sáng ngày 2 tháng 7. 

### Tấn công sườn trái quân miền Bắc
Sư đoàn cánh trái của Longstreet, dưới quyền McLaws tiến đánh và bất ngờ đụng Quân đoàn II của Daniel Sickles. Sickles bất mãn với vị trí giao cho ông ở Nam dãy đồi Cemetery. Thấy vị trí tốt hơn để đặt các dàn đại bác khoảng nửa dặm (800m) về phía Tây - ngay trung tâm vườn Đào Sherfy - ông cải lệnh và tiến quân đến vùng đất cao hơn dọc đường Emmitsburg, bỏ dãy đồi Cemetery. Vị trí mới bắt đầu từ Devil's Den, theo hướng Tây Bắc đến vườn Đào, rồi theo hướng Đông Bắc dọc đường Emmitsburg đến phía Nam của nông trại Codori. Vị trí này tạo ra một mũi nhọn khó phòng thủ ở vườn Đào; Sư đoàn của Chuẩn tướng Humphrey (dọc theo đường Emmitsburg) và Sư đoàn của Thiếu tướng Birney (ở phìa Nam) có thề bị tấn công từ hai mặt mà quân lính thì trãi dài quá mức mà các Sư đoàn nhỏ của họ có thể chống đỡ. Đại bác phe miền Nam bắt đầu nổ lúc 3 giờ chiều. Thiếu tướng Meade đã phải bỏ buổi họp với các tướng dưới quyền và cữi ngựa ra gặp Sickles để hỏi chuyện. Ông biết quân miền Nam sắp tấn công nên không cho phép Sickle lui quân lại.
Meade buộc lòng gửi 20000 quân tiếp viện; toàn bộ Quân đoàn V, Sư đoàn của Chuẩn tướng Caldwell từ Quân đoàn II, phần lớn Quân đoàn XII, và một phần mới tới của Quân đoàn VI. Sư đoàn của tướng miền Nam Hood quay về hướng Đông nhiều hơn dự định, làm sai trục với đường Emmitsburg, và tấn công vào Devil's Den và đồi Tròn Nhỏ. McLaws, ở phía trái của Hood, tấn công liên tục vào dãy quân mỏng manh của Quân đoàn III ở cánh đồng lúa Mì và đè bẹp họ ở Vườn Đào. McLaws sau đó đánh đến Thung lũng Plum Run (Thung lũng Chết) nhưng rồi bị Sư đoàn Dự bị Pennsylvania của Quân đoàn V, từ Đồi Tròn Nhỏ đánh bật lại. Quân đoàn III coi như hoàn toàn bị tiêu diệt trong trận này, chân của Sickle phải giải phẩu cắt đi sau khi bị đạn đại bác bắn nát. Sư đoàn của Caldwell từ từ bị tiêu diệt ở đồng lúa Mì. Sư đoàn của Anderson (phe miền Nam), theo phía Bắc của McLaws nhập trận lúc 6 giờ chiều, đánh đến lưng đồi dãy Cemetery, nhưng không giữ nổi khi Quân đoàn II đánh trã, trong đó có cuộc xung phong tử chiến bằng lưỡi lê của Trung đoàn 1 Minnesota dập vào một Lữ đoàn miền Nam, cuộc xung phong này do tướng Hancock ra lệnh để có thời gian chờ quân cứu viện.
Trong lúc trận chiến xãy ra ở cánh đồng lúa Mì và Devil's Den, Đại tá Strong Vincent ráng sức giữ đồi Tròn Nhỏ, một ngọn đồi quan trong ở cực cánh trái của quân miền Bắc. Lữ đoàn tương đối nhỏ của ông phải chống nhiều trận tấn công từ một Lữ đoàn đến từ Sư đoàn của Hood. Chỉ huy trưởng Quân cụ của Meade, Chuẩn tướng Gouverneur Warren, vì biết sự quan trọng của đồi Tròn Nhỏ, đã gửi Lữ đoàn của Vincent, một đội đại bác, và Trung đoàn 140 New York đến thủ chỉ vài phút trước khi quân của Hood đến. Trận phòng thủ đồi Tròn Nhỏ và trận xung phong xáp lá cà bằng lưỡi lê của Trung đoàn 20  Maine, do Đại tá Joshua Chamberlain ra lệnh, đã trở thành huyền thoại và đưa tiếng tăm Chamberlain lên cao sau này.

### Tấn công sườn phải quân miền Bắc
Ewell nghĩ rằng lệnh trên bảo ông chỉ pháo kích địch quân. Dàn 32 đại bác của ông và 55 đại bác của A.P. Hill, nổ súng trong vòng 2 tiếng từ rất xa và có ít hiệu quả. Cưối cùng, khoảng 6 giờ chiều, Ewell ra lịnh cho các Sư đoàn trưởng của ông bắt đầu tấn công quân miền Bắc đóng ngay trước măt.
Sư đoàn củaThiếu tướng Edward "Allegheny" Johnson tính tấn công đồi Culp, nhưng họ còn cách xa một dặm và còn phải băng qua con suối Rock. Có vài nơi qua được thì có thể trì trệ. Vì vậy, chỉ có ba trong số bốn Lữ đoàn của Johnson tiến đánh. Phần lớn quân phòng thủ trên đồi, Quân đoàn XII, đã được đưa qua cánh trái để đánh với Longstreet, chỉ còn một Lữ đoàn của New York dưới quyền Chuẩn tướng George S. Green núp sau những bức tường làm bằng cây lớn mới đổ xuống và chồng lên. Với sự hổ trợ từ Quân đoàn I và XI, quân của Green chặn được quân miền Nam, tuy nhiên phải bỏ một số vị trí gần chân đồi Culp về phía Nam.
Ewell cũng không chuẩn bị khi ông ra lịnh Lữ đoàn của Harry T. Hays và Isaac E. Avery tấn công vị trí Quân đoàn XI của miền Bắc đang đóng ở phía Đông đồi Cemetery. Khi bắt đầu, trận đánh xảy ra rất mãnh liệt: Đại tá Andrew L. Harris của Lữ đoàn 2, Sư đoàn 1 miền Bắc bị đánh tả tơi, mất hết nửa quân. Avery bị thương ngay từ đầu, nhưng quân miền Nam cũng đánh đến lưng đồi và xung vào vị trí phòng thủ của quân miền Bắc, chiếm được một hay hai đội đại bác. Nhưng thấy không có hổ trợ ở cánh phải, Hays rút quân. Cánh phải của ông nhán lẽ phải được sự hổ trợ từ Sư đoàn của Robert E. Rodes, nhưng Rodes - cũng như Early và Johnson - không được lịnh để chuẩn bị tấn công. Ông phải duy chuyển xa gấp đôi Early; đến lúc ông đánh đến xát quân miền Bắc thì quân của Early đã bắt đầu rút lui.
Jeb Stuart và ba Lữ đoàn Kỵ binh đến Gettysburg vào khoảng trưa nhưng không tham dự vào trận đánh ngày thứ hai. Lữ đoàn của Chuẩn tướng Wade Hampton miền Nam đụng độ nhẹ với Kỵ binh Minnesota của Chuẩn tướng 23 tuổi mới nhậm chức George Armstrong Custer gần Hunterstown ở phía Đông Bắc của Gettysburg. 

## Ngày thứ ba của trận đánh
Kế hoạch của Lee
Lee muốn tiếp tục tấn công vào ngày thứ Sáu, 3 tháng 7, dùng cùng chiến thuật ngày hôm trước: Longstreet tấn công phía trái của quân miền Bắc, trong khi Ewell tấn công đồi Culp. Tuy nhiên, trước khi Longstreet sẵn sàng, Quân đoàn XII của miến Bắc bắt đầu nổ đại bác lúc sáng sớm vào quân miền Nam trên đồi Culp để dành lại vị trí đã mất. Quân miến Nam tấn công, và cuộc chiến trên đồi Culp chấm dứt lúc 11 giờ sáng. Hary Pfanz định rằng, sau khi đánh nhau 7 tiếng, "vị trí quân miền Bắc vẫn giữ vũng vàng còn hơn lúc trước".
Lee đành phải đổi kế hoạch. Longstreet sẽ ra lệnh Sư đoàn Virginia của Pickett trong Quân đoàn của mình, và sáu Lữ đoàn từ Quân đoàn của Hill, tấn công vị trí Quân đoàn II của phe miền Bắc đóng ở phía phải Trung tâm quân Bắc trên dãy đồi Cemetery. Trước khi bắt đầu, tất cả đại bác của quân miền Nam sẽ nổ vào vị trí quân Bắc để làm họ yếu đi.
Trận đại bác lớn nhất của chiến tranh Nam Bắc.
Lúc 1 giờ chiều, khoảng 150-170 đại bác quân Nam bắt đầu nổ. Để tiết kiệm đạn cho trận đánh với Bộ binh, đai bác quân Bắc, dưới quyền Chuẩn tướng Henry Jackson Hunt, lúc đầu vẫn im lặng. Sau 15 phút, khoảng 80 đại bác quân Bắc trã lời. Đại bác quân Nam thiếu đạn nên không làm lung lay vị trí quân Bắc.
Trận tấn công của Pickett
Khoảng 3 giờ chiều, súng đại bác ngưng lại, và khoảng 10500 - 12500 quận miền Nam bước ra và tiến khoảng 3/4 dặm (1200 m) đến dãy đồi Cemetery. Khi quân Nam tiến tới, quân Bắc bắn mãnh liệt ngang sườn họ từ đồi Cemetery và đồi Tròn Nhỏ, và từ đại bác của Quân đoàn II của Hancock. Quân Nam bị thiệt hại kinh khủng.
Vị trí quân Bắc có lung lay và vở tam thời ở phía Bắc một khu cây cối rậm tên "Cụm cây", quân dự bị của miền Bắc nhanh chóng xông vào lấp chổ trống và đẩy lui quân miến Nam. Vị trí tấn công xa nhất của Lữ đoàn của Chuẩn tướng Lewis A. Armistead, dưới quyền Pickett, nơi tường đá "Angle", đươc gọi là "Điểm nước cao của quân Nam". (Ý đây là thời điểm tốt nhất quân Nam có thể thắng toàn bộ chiến tranh Nam - Bắc). Quân Nam và Bắc xáp là cà, đánh nhau bằng súng, lưỡi lê, đá và cả tay không. Armistead ra lịnh quay hai khẩu đại bác của quân Bắc để bắn lại chính ho, nhưng không còn đạn. Armistead bị thương và tử vong sau đó. Gần một nữa quân miến Nam không chạy thoát về vị trí của họ được. Sư đoàn của Pickett mất khoảng 2/3 lính, và cả ba Chuẩn tướng đều chết hoặc bị thương.
Trận Chiến Kỵ Binh
Có hai trận chiến Kỵ binh quan trọng ngày 3 tháng 7. Trận đầu tiên được phối hợp với trận tấn công của Pickett, và kết quả ngang ngửa có thể là lý do không làm Bộ bịnh miền Bắc thua trận. Vị trí trận này bây giờ được gọi là Đồng Kỵ binh hướng Đông. Trận thứ hai là trận Kỵ binh miền Bắc thua khi họ tấn công Bộ binh miền Nam. Trận này được coi là thảm hại, và dùng chiến thuật Kỵ binh sai lầm. Vị trí trận này bây giờ được gọi là Đồng Kỵ binh hướng Nam.
Đông Bắc Gettysburg
Sư đoàn của Stuart (Ba Lữ đoàn), với sự hổ trợ từ Lữ đoàn của Jenkin, đuọc gửi để phòng thủ cánh trái quân miền Nam. Stuart cũng nằm đúng vị trí để lợi dụng sự thành công của Pickett để đánh ngang sườn phải của quân miền Bắc và đánh vào sau lưng những Bộ binh đang đối diện Pickett.Trận Kỵ binh diễn ra khoảng ba dặm (4.8 km) Đông Bắc Gettysburg vào khoảng 3 giờ chiều - lúc đại bác miền Nam dừng nổ. Lính của Stuart đụng với Kỵ binh miền Bắc: Sư đoàn của Chuẩn tướng David McMurtrie Gregg và Lữ đoàn của Custer từ Sư đoàn của Kilpatrick. Trận chiến đổi thành đánh hổn loạn bằng kiếm, súng tay và súng dài. Một Trung đoàn của Custer, 5 Michigan, trang bị bằng súng dài bắn liên tục, và ít ra hai Đại đội của một Trung đoàn khác cũng có súng dài bắn liên tục. Trận chiến ngang ngửa, và hai bên giữ nguyên vị trí. Tuy nhiên, Gregg và Custer cản Stuart không cho đánh tới phía sau Bộ binh mình. 
Tây Nam Gettysburg
Sau khi nghe tin chiến thắng của quân Bắc đánh với Pickett, Chuẩn tướng Judson Kilpatrick dùng Kỵ binh tấn công vị trí Bộ binh của Longstreet ở Tây Nam Đồi Tròn Lớn. Chiến trường này khó để tấn công bằng Kỵ binh vì đất lồi lõm, nhiều cây cối, và nhiều tảng đá lớn - và quân của Longstreet núp kỹ và có đại bác hổ trợ. Farnsworth bị giết lúc tấn công lần bốn trong năm lần tấn công, và Lữ đoàn của ông thảm hại nặng.

## Kết quả

### Thương vong
Quân hai bên mất khoảng 46.000- 51.000 người, khoảng 1/3 tống số quân tham trận, 28% của Binh đoàn Potomac miền Bắc và 37% của Binh đoàn Virginia miền Nam.

### Quân miền Nam rút lui
Quân hai bên kìm nhau giữa trời mưa lớn ngày 4 tháng 7, cùng đúng ngày, cách đó khoảng 900 dặm (1.500 km), quân phòng thủ Vicksburg đầu hàng Thiếu tướng Ulysses S. Grant. Lee đã đổi qua vị trí phòng thủ trên dãy đồi Seminary vào tối ngày 3 tháng 7, và bỏ thị trấn Gettysburg. Quân miền Nam nằm chờ, hy vọng Meade tấn công, nhưng ông đã thận trọng quyết không đánh vì ngại nguy hiểm, quyết định này sẽ bị chỉ trích sau này. Hai bên bắt đầu khiêng mang những quân bị thương về và chôn những người chết. Lee đề nghị trao đổi tù binh nhưng Meade từ chối.
Lee bắt đầu rút quân lúc cuối chiều ngày 4 về hướng Fairfield và Chambersburg. Kỵ binh của Chuẩn tướng John D. Imboden được gửi gấm bảo vệ những đoàn xe ngựa kéo dài nhiều dặm chở quân cụ và lính bị thương mà Lee muốn đưa về Virginia, đi theo đường qua Cashtown và Hagerstown đến Williamsport, Maryland. Quân của Meade đuổi theo, nhưng không hăng hái lắm. Nước sông Potomac dâng cao vì mưa lớn và làm Lee kẹt phía Bắc sông một thời gian, nhưng khi quân miền Bắc tới, quân Nam đã vượt sông. Trận đánh sau đuôi đoàn binh rút lui ở Falling Waters ngày 14 tháng 7 làm chết thêm một số quân, trong đó có Tướng Pettigrew, bị tử thương. Tướng James L. Kemper, bị thương nặng trong trận Pickett, bị bắt trong lúc rút lui.

### Phản ứng của miền Bắc trước tin thắng trận
Tin tức về chiến thắng của phe Liên bang được đăng lên rầm rộ trên toàn miền Bắc. Trong dòng đầu của báo The Philadelphia Inquirer có lời tuyên bố "THẮNG RỒI ! WATERLOO ĐÃ BỊ KHUẤT BÓNG !" (VICTORY! WATERLOO ECLIPSED!), nhà viết nhật ký ở New York là George Templeton Strong có ghi nhận:
"Kết quả chiến thắng này thật là vô giá ... Thành tích bách chiến bách thắng của Lee đã tan vở. Binh đoàn Potomac cuối cùng cũng đã kiếm ra vị chỉ huy dẫn đầu, ... và đã ngẩng cao trong sứ mạng của họ dù đã bao lần thất bại..."
Tuy nhiên, sự nồng nhiệt của phe Liên bang sớm tan rã do công chúng nhận ra rằng quân của Lee đã không bị tiêu diệt và chiến tranh sẽ còn tiếp diễn. Lincoln phàn nàn với Bộ trưởng Gideon Welles rằng "Quân ta đã nắm giữ cuộc chiến trong chỗ rỗng của bàn tay và họ cũng không chịu nắm chặt nó lại!" Chuẩn tướng Alexander S. Webb viết thư cho cha ông vào ngày 17 tháng 7 năm ấy, kể rằng các nhà chính trị ở Washington như "Chase, Seward và những người khác," vì không bằng lòng với Meade, "viết rằng Lee thực sự đã thắng trận này!"

## Đánh giá lịch sử

### Chiến thắng quyết định?
Bản chất của chiến thắng Gettsyburg đã trở thanh đề tài tranh cãi qua nhiều năm. Tuy không được người đương thời coi là một thắng lợi hoàn toàn nổi bật, nhất là do cuộc chiến vẫn tiếp diễn thêm gần 2 năm nữa, người đời sau coi trận này là một "bước ngoặt", thường là đi đôi với sự thất thủ của Vicksburg ngày hôm sau (ví dụ, nhà sử học James M. Mc Pherson coi hai trận này là một trong ba bước ngoặt riêng biệt của chiến tranh, cùng với trận Antietam năm 1862 và sự kiện Lincoln tái đắc cử Tổng thống năm 1864). Nhìn nhận này dựa theo sự nhận thức muộn là sau trận Gettysburg, quân của Lee không thể tổ chức một cuộc tấn công chiến lược nào nữa;quân ông chỉ phản ứng lại những đợt tiến công dồn dập của Ulysses S. Grant trong các năm 1864 - 1865—và dựa trên lối suy đoán của các tác giả viết về "Chính nghĩa đã mất" là một thắng lợi của quân miền Nam ở Gettysburg có thể sẽ chấm dứt cuộc chiến. Theo cuốn America in Revolt During the 1960s and 1970s, tầm vô cùng trọng đại của hai trận Antietam và Gettysburg không chỉ là về mặt quân sự. Trong sách The Patterns of War Since the Eighteenth Century, tác giả Larry H. Addington viết rằng trận Gettysburg - cũng giống như trận Antietam khi trước - kết thúc bế tắc nhưng lại là một thắng lợi chiến lược của phe Liên bang, với ảnh hưởng lâu dài.
Bruce Catton, Glory Road
Cũng theo Addington, thất bại ở Gettysburg đánh dấu việc bất thành của Lee trong việc tìm kiếm một thắng lợi kiểu Napoléon I mang tầm trọng đại, và dù cho Lee hãy còn có thể đẩy lui các đợt công kích của quân miền Bắc vào Virginia vào cuối năm 1863, Binh đoàn Bắc Virginia không còn có khả năng tổ chức một cuộc tấn công quyết định nữa. Trong khi đó, cuốn United States History to 1877 thì cho rằng sau thắng lợi ở Gettysburg của Liên bang - đúng vào cao điểm của mọi hy vọng của Liên minh - chiến thắng của Liên bang chỉ còn là vấn đề thời gian. Một quan điểm thông dụng trong thời gian gần đây coi trận Gettysburg là một thắng lợi quyết định của Liên bang, nhưng thuật ngữ này không được chính xác. Trong sách Encyclopedia of the American Presidency, chiến thắng Gettysburg được xem là một thắng lợi định đoạt và là một trong những sự kiện quyết định nhất trong cuộc chiến.

## Trong văn hóa đại chúng
Trận Gettysburg được mô tả trong phim Gettysburg (1993), dựa trên tiểu thuyết The Killer Angels (1974) của Michael Shaara. Bộ phim và tiểu thuyết đều chủ yếu đề cập đến các hoạt động của Joshua Lawrence Chamberlain, John Buford, Robert E. Lee, và James Longstreet trong trận đánh. Ngày đầu tiên thì chú trọng đến cuộc phòng vệ của Kỵ binh dưới quyền Buford, ngày thứ hai thì cuộc phòng ngự của Chamberlain tại Little Round Top, và ngày thứ ba thì cuộc tấn công của Pickett.